# Lower Horse Island
Lower Horse Island oder auch Lower Horse ist eine unbewohnte Insel in der Themse.
Die Insel liegt westlich von Canvey Island und östlich des Shell Haven. Es ist eine der Inseln, die im Mittelalter vom englischen Festland losbrachen und von denen andere später zu Canvey Island geformt wurden.
Die Insel liegt westlich der Grenze zu Essex und gehört zu Thurrock.